# Criança de Taung
A Criança de Taung ou Bebê de Taung, é o crânio fossilizado de um jovem indivíduo da espécie Australopithecus africanus descoberto em 1924 na cidade de Taung na África do Sul. Raymond Dart o descreveu como uma nova espécie na revista  Nature em 1925. Especialistas em evolução do cérebro, têm chamado de "o fóssil antropológico mais importante do século XX", por ter transferido o ponto de origem humana euroasiática apoida por fragmentos de restos fossilizados do homem de Piltdown para uma origem africana.  O crânio está em um repositório da Universidade de Witwatersrand.

## História

### Contexto
No começo do século XX, trabalhadores em pedreiras de calcário na África Austral descobriam rotineiramente fósseis nas formações de tufa calcária que mineravam. Isso porque, historicamente, a tufa calcária não se formava de maneira consistente, de tal forma que ao longo do tempo cavidades se abriam e se tornavam zonas propícias para o abrigo de animais. Como resultado disso, muitos destes animais morriam ali, causando um acúmulo de ossos nessas áreas. Estas áreas eram majoritariamente compostas por arenito, considerado um empecilho para o trabalho de mineração, de maneira que os mineradores passaram a usar explosivos para limpar as áreas tomadas pelo arenito, descartando os detritos excedentes. Entretanto, por conta do processo de acumulação de ossos, muitos fósseis foram encontrados em meio aos detritos e guardados por mineradores. Dentre os fósseis, boa parte era fauna extinta - que incluía babuínos e outros primatas -, além de outros fósseis mais completos ou especialmente interessantes que foram mantidos como objetos curiosos pelos Europeus que gerenciavam as operações de mineração.

### Descoberta
A descoberta da Criança de Taung se deu por uma série de coincidências que começaram com a jovem cientista Josephine Salmons, uma anatomista na Universidade do Witwatersrand, em Joanesburgo.
Salmons visitava a casa de um amigo de sua família, Pat Izod, quando avistou um crânio fossilizado de feições primatas em cima de sua lareira. De imediato, pensou que aquele objeto poderia ser interessante para seu professor e mentor, Raymond Dart. De fato, ao ter acesso ao fóssil, Dart rapidamente tomou interesse por ele, especialmente porque era bastante raro encontrar restos de primatas na África Austral naquela época.
Descobriu-se, depois, que o pai de Pat Izod, E. G Izod, conseguiu este fóssil primata em 1924, quando gerenciava a companhia de mineração Buxton Limeworks, em Taung. Sabendo disso, Dart requisitou que lhe trouxessem outros exemplares de fósseis provenientes de Taung, como aquele encontrado na casa de Izod.
O geologista Robert Young - também da Universidade do Witwatersrand -, que viajava à Taung como consultor da Northern Lime Company, resolveu atender ao pedido do colega Dart. Chegando no escritório do então gerente da Buxton Limeworks, A. E. Spiers, foi apresentado a Young uma miríade de fósseis encontrados durante minerações corriqueiras da companhia. Um grande fóssil em específico se destacava na mesa de Spiers, onde servia de peso de papel; Young ficou interessado por ele, e o despachou junto com outros fósseis para Raymond Dart.
Ao se deparar com aquele fóssil, Dart rapidamente viu indicações de um cérebro complexo que ali se apresentavam. Notando isso, Dart procurou em meio aos outros fósseis despachados a ossada que completava o molde. O resto de crânio correspondente ao molde era de um primata juvenil, com arcada dentária pequena (os molares, em específico, estavam emergindo na parte de trás da boca, tal como os de uma criança humana). Encontrou ali detalhes que diferenciavam aquele crânio de um crânio humano ou de babuíno, fazendo parecer, na verdade, que se tratava de uma espécie inédita.
Quarenta dias depois, Dart completou o artigo que viria a denominar a espécie Australopithecus africanus, o “macaco do sul da África”. Mais tarde, o fóssil ganharia o apelido de Criança de Taung. 

## Rejeição Inicial

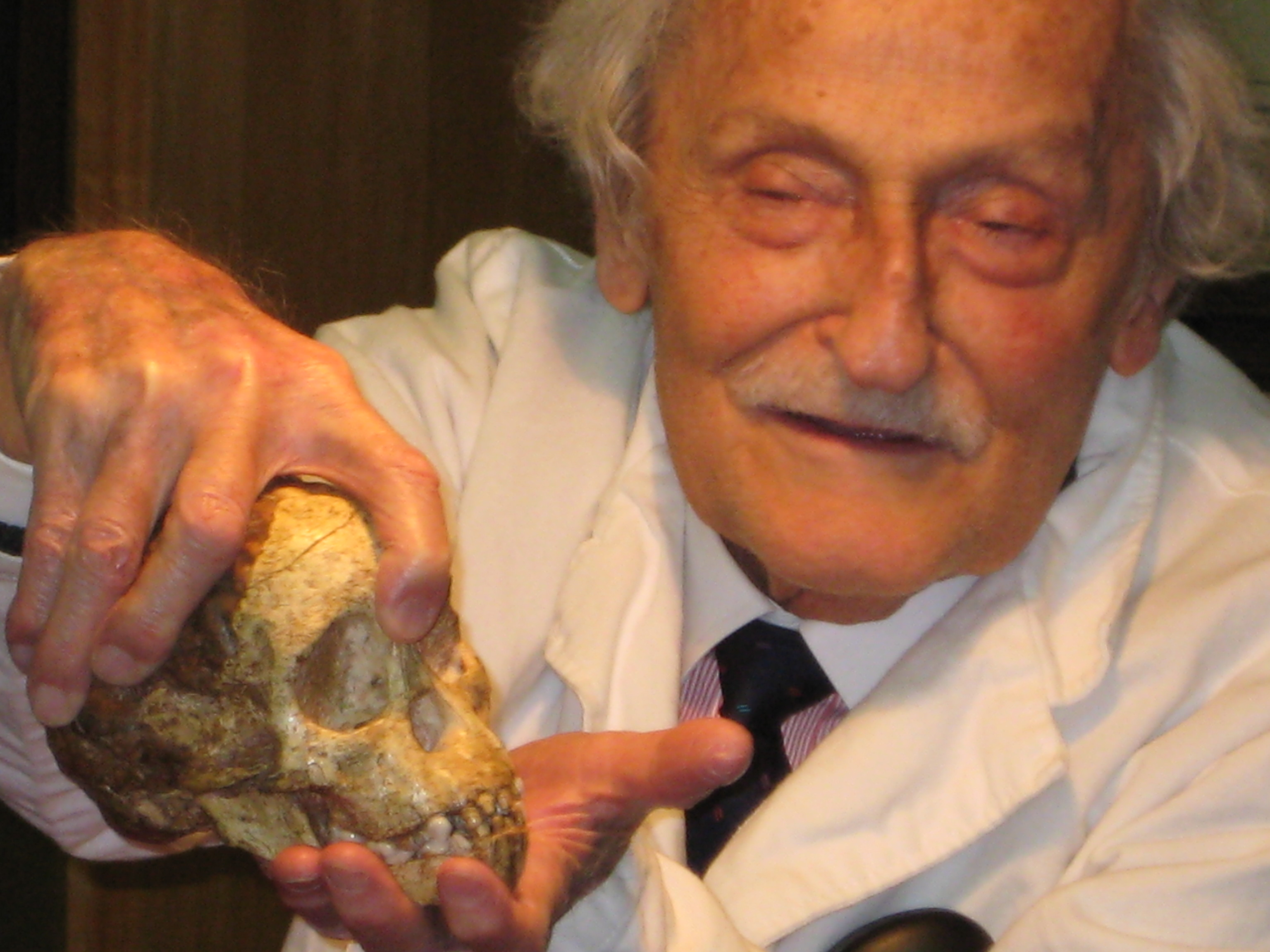
Philip V. Tobias e a Criança de Taung.

Os cientistas estavam relutantes em aceitar que a Criança de Taung e o novo gênero Australopithecus eram ancestrais dos humanos modernos. Porém, Raymond Dart não estava esperando que a aceitação de sua tese fosse imediata, só não imaginava que seria tão negativa. Após a publicação de seu artigo na Nature*, três importantes antropólogos da época foram críticos a sua conclusão: Arthur Keith, Grafton Elliot Smith e Arthur Smith Woodward.
Keith, ex-mentor de Dart e um dos mais proeminentes anatomistas de sua época, não acreditava que o Australopithecus seria um intermediário entre os humanos e os outros grandes símios, mas pertencente ao mesmo grupo ou subfamília dos chimpanzés e gorilas. Elliot Smith, também ex-mentor de Dart, declarou que precisava de mais evidências e uma foto maior do crânio antes de tirar conclusões finais sobre a relevância do fóssil. Smith Woodward, o mais duro nas críticas, disse que era muito cedo para expressar qualquer opinião sobre se a origem humana era asiática ou africana, porém que o novo achado era insignificante para a discussão.
Com o passar do tempo, as críticas ficaram cada vez mais hostis. Elliot Smith disse que o Crânio de Taung era essencialmente idêntico aos de filhotes de gorila ou chimpanzé e que era uma pena que Dart não tivesse acesso a esses crânios para poder enxergar isso. Arthur Keith, rebatendo a afirmação de que o fóssil era o elo perdido entre os homens e os demais primatas, anunciou, em uma carta para Nature, que uma examinação de moldes convenceria qualquer zoologista de que aquela alegação era absurda e que o achado apresentava tantos pontos de semelhança com as duas espécies de grandes primatas da África que não haveria nenhuma dúvida quanto ao seu pertencimento àquele grupo.
Em 1926, um ano após a publicação de Dart, Aleš Hrdlička revisou e aprovou dois artigos para o American Journal of Physical Anthropology         que afirmavam que a Criança de Taung não deveria ser colocada dentro do grupo dos humanos devido à falta de evidências para essa classificação. No ano seguinte, Hrdlička pessoalmente comentou em um dos artigos de Dart, dessa vez na Natural History, dizendo que o autor de maneira engenhosa se esforça para tentar humanizar o Australopithecus e que não sabe se esse esforço encontrou apoio de qualquer outro estudante que deu atenção, verdadeiramente séria e crítica, à relíquia de Taung.

### Razões para a Rejeição
Existiram diversas razões para que se levassem décadas para o meio acadêmico aceitar que o Australopithecus Africanus pertencia a linha de descendência humana. A primeira e a mais importante razão é o fato de a elite científica britânica ter sido enganada pela farsa do Homem de Piltdown, que possuía um cérebro grande e dentição parecida com a dos grandes primatas. Como esperavam que os ancestrais humanos tivessem desenvolvido um cérebro grande muito cedo, eles acharam que a Criança de Taung, que tinha uma cabeça pequena e uma dentição parecida com a humana, era improvável de ser um antepassado do Homo Sapiens.
A segunda razão é que, até 1940, a maioria dos antropólogos acreditava que os humanos tinham surgido na Ásia, não na África.
O terceiro motivo é que, apesar da aceitação de que os humanos tinham surgido por meio da Evolução, muitos antropólogos acreditavam que o gênero Homo tinha se separado dos grandes primatas por volta de 30 milhões de anos atrás, então era difícil aceitar que o homem tinha um ancestral com cérebro pequeno e aparência de macaco, como o Australopithecus Africanus, há apenas 2 milhões de anos.
Por último, muitas pessoas contestavam o papel desse fóssil por conta de suas religiões. Quando a Criança de Taung foi anunciada pela primeira vez em fevereiro de 1925, muitos antievolucionistas contestavam a veracidade do fóssil. Dart começou a receber diversas ameaças de membros de várias comunidades religiosas que declaravam que suas ideias eram blasfêmias. Alguns eram capazes de reconciliar a ciência com a teologia através das lentes do Criacionismo científico*, mas existia ainda significativa oposição. Entretanto, naquele momento, muitos outros fósseis como Homem de Java, Homem de Neandertal e Homo rhodesiensis já tinham sido descobertos, e a Teoria da Evolução estava começando a ser difícil de ser refutada.

## Aceitação
A afirmação de Dart de que o Australopithecus africanus, nome dado à espécie da Criança de Taung, era uma forma de transição entre macacos e humanos foi quase universalmente rejeitada. Robert Broom, um médico escocês que trabalhou na África do Sul, foi um dos poucos cientistas a acreditar em Dart. Duas semanas depois de Dart ter anunciado a descoberta da Criança de Taung, Broom o visitou em Joanesburgo para ver o fóssil. Depois de se tornar paleontólogo em 1933, Broom encontrou fósseis adultos de Australopithecus africanus, além de fósseis mais robustos, renomeados de Australopithecus robustus (ou Paranthropus robustus). Mesmo depois de Dart ter optado por dar uma pausa no seu trabalho em antropologia, Broom realizou mais escavações e, lentamente, começou a encontrar mais espécimes de Australopithecus africanus que provavam que Dart estava certo na sua análise da Criança de Taung; realmente tinha uma morfologia semelhante à humana. Em 1946, Broom e seu colega Gerrit Schepers publicaram um volume com toda a informação que tinham sobre o Australopithecus africanus num volume intitulado The South African Fossil Men: The Australopithecinae.
No final da década de 1920, o paleontólogo americano William King Gregory também aceitou que o Australopithecus fazia parte da árvore genealógica humana. Gregory apoiou a opinião então impopular de Charles Darwin e Thomas Henry Huxley de que os seres humanos eram parentes próximos dos macacos africanos. No entanto, o diretor do Museu Americano de História Natural em que Gregory trabalhava, era Henry Fairfield Osborn que apesar de ser "o principal defensor público da evolução nos Estados Unidos", discordava das opiniões de Darwin sobre as origens da humanidade. Gregory e Osborn debateram várias vezes essa questão em fóruns públicos, mas a opinião de Osborn de que os humanos tinham evoluído de antepassados primitivos que não se pareciam com macacos prevaleceu entre os antropólogos americanos nas décadas de 1930 e 1940. Em 1938, Gregory visitou a África do Sul e viu a Criança de Taung e os fósseis que Broom tinha descoberto recentemente. Mais convencido do que nunca de que Dart e Broom tinham razão, chamou o Australopithecus africanus de "o elo perdido que foi encontrado".
O momento decisivo na aceitação da análise de Dart sobre a Criança de Taung ocorreu em 1947, quando o proeminente antropólogo britânico Wilfrid Le Gros Clark anunciou que o apoiava. Le Gros Clark visitou Joanesburgo no final de 1946 para estudar o crânio de Taung de Dart e os fósseis adultos de Broom, com a intenção de provar que eram apenas macacos. No entanto, após duas semanas de estudos e de visitas às grutas onde Broom tinha encontrado os seus fósseis (a gruta de Taung tinha sido destruída por mineiros pouco depois da descoberta do crânio de Taung), Clark convenceu-se de que estes fósseis eram hominídeos.
Em 1947, Keith publicou na Nature, anunciando seu apoio à investigação de Dart e Broom. Ele afirmou que "as provas apresentadas pelo Dr. Robert Broom e pelo Professor Dart estavam corretas e eu estava errado", concordando que as novas provas, juntamente com o fóssil de Taung, indicavam que este fóssil era semelhante ao ser humano em termos de postura, arcada dentária e bipedia.
No início de janeiro de 1947, no Primeiro Congresso Pan-Africano de Pré-História, Le Gros Clark foi o primeiro grande antropólogo a considerar a Criança de Taung um "hominídeo": um ser humano primitivo. Um artigo anônimo, publicado na Nature em 15 de fevereiro de 1947, anunciou as conclusões de Clark para um público mais amplo. Nesse dia, Keith, que tinha sido um dos críticos mais assíduos de Dart, escreveu uma carta ao editor da Nature anunciando que apoiava a análise de Clark: "Eu defendia o ponto de vista de que, quando a forma adulta [do Australopithecus] fosse descoberta, provaria ser quase semelhante aos antropóides africanos vivos - o gorila e o chimpanzé. Estou agora convencido... de que o Prof. Dart tinha razão e eu estava errado. Os Australopithecinae são ou estão perto daquilo que culminou na forma humana".

## Identificação

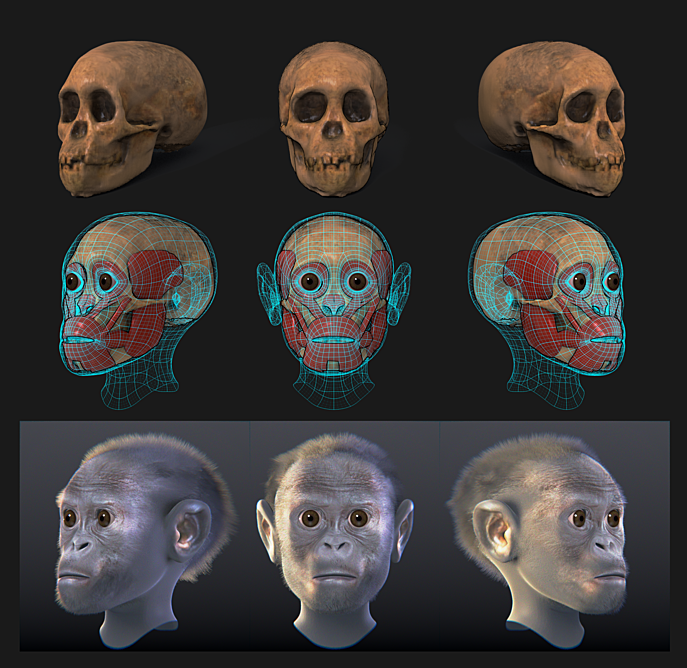
Reconstrução facial da Criança de Taung

Devido à falta de mais evidências fósseis na época, Dart tirou conclusões que foram inevitavelmente controversas. A ideia de que o crânio pertencia a um novo gênero foi identificada por comparação com crânios de chimpanzés. Seu crânio era maior que o de um chimpanzé adulto. A testa do chimpanzé recuou para formar uma sobrancelha pesada e uma mandíbula saliente; a testa da criança Taung recua, mas não deixa nenhuma sobrancelha. Seu forame magno - um vazio no crânio, onde a medula espinhal é contínua com o cérebro - fica abaixo do crânio, então a criatura deve ter ficado em pé.Esta é uma indicação de locomoção bípede. 
Dean Falk, especialista em neuroanatomia, observou que Dart não havia considerado completamente certos atributos simiescos de Taung.
Neste artigo de 1925, Dart afirmou que o cérebro de Taung era semelhante ao humano. No final das contas, ele estava errado sobre isso. (...) As características humanas de Taung foram superestimadas.
Isso se refere principalmente aos sulcos semilunares, que Dart descreveu como tendo uma localização semelhante à humana. Após um exame mais aprofundado, no entanto, Falk determinou que esses padrões eram muito mais similares aos do cérebro de tamanho semelhante ao de um macaco.Isto, no entanto, foi motivo de grande debate, já que os sulcos não eram incrivelmente visíveis no endocast, como muitas vezes não acontece nos macacos. Ralph Holloway se opôs a essa ideia, já que há muito era conhecido como um defensor da análise de Taung feita por Dart. Ele acreditava que o sulco estaria na região da estrutura lambdóide. Falk, entretanto, acreditava que as sulcas eram colocadas mais acima no crânio, de uma maneira mais simiesca. No entanto, os estudos em torno disto têm sido controversos, uma vez que não existe um local concreto no cérebro onde possam colocar estas características. Os paleoneurologistas foram encarregados de observar várias depressões no cérebro e tentar determinar o que são. Esses cientistas são frequentemente recebidos com ceticismo, assim como Falk em seu apoio contínuo a um posicionamento simiesco das sulcas semilunares. No entanto, agora muitos profissionais acreditam que as sulcas não são visíveis em Taung e em muitos outros espécimes de Australopithecus africanus. No entanto, um espécime de endocast mais recente, intitulado Stw 505, foi examinado e muitos acreditam que ele apoia a hipótese de Dart, mas este aspecto de Taung ainda é altamente debatido e muitos ainda acreditam que ele tem uma posição semelhante à do macaco.
Posteriormente, Falk desenterrou um manuscrito não publicado que Dart completou em 1929 nos arquivos da Universidade de Witwatersrand, que fornece uma descrição e análise muito mais completa do endocast de Taung do que o anúncio anterior de Dart na Nature. Este foi impedido de ser publicado, para consternação de Dart, em 1931. Ele permanece inédito nesses arquivos. Neste escrito, Falk descobriu que ela e Dart chegaram a conclusões semelhantes em torno do processo evolutivo do cérebro indicado por Taung. Embora Dart tenha identificado apenas dois sulcos potenciais no endocast de Taung em 1925, ele identificou e ilustrou 14 sulcos adicionais nesta monografia ainda não publicada. Lá também Dart detalhou como o endocast de Taung foi expandido globalmente em três regiões diferentes, contrariando a sugestão de que ele acreditava que o cérebro dos hominídeos evoluíram primeiro na parte posterior, na chamada forma de mosaico.  Isto vai contra a interpretação de Holloway, pois ele indicou que a área posterior do cérebro evoluiu antes de outras regiões do cérebro, mas está de acordo com a crença de Falk de que o cérebro evoluiu igualmente de forma coordenada.

## Descrição
O fóssil consiste na face e na mandíbula com os dentes e um molde da caixa craniana, com idade estimada em cerca de 2.5 milhões de anos. A princípio se pensava que tratava de um macaco, porém após estudos percebeu-se que o crânio ficava posicionado diretamente acima da coluna, indicando uma postura ereta. Esta é uma característica observada nos seres humanos, mas não em outros primatas.
Num primeiro momento achava-se que a Criança de Taung tinha cerca de seis anos de idade devido a existência da dentição de leite, mas agora acredita-se que a idade está entre três e quatro anos com base em estudos nas taxas de deposição do esmalte dentário. A criança media cerca de 105 centímetros de altura e pesava entre nove e dez quilos, com uma capacidade craniana entre 400–500 cm³.
Em 2006 foi anunciado que a Criança de Taung foi morta provavelmente por uma águia ou outra ave predadora. Chegou-se a essa conclusão por notar semelhanças no dano ao crânio e órbitas oculares da criança com danos aos crânios de primatas modernos sabidamente mortos por águias.